# 久保田勇夫
久保田 勇夫（くぼた いさお、1942年（昭和17年）12月6日- ）は、日本の大蔵官僚、実業家。西日本フィナンシャルホールディングス代表取締役会長、西日本シティ銀行取締役。

## 来歴
福岡県福岡市出身。福岡県立修猷館高等学校を経て、東京大学法学部第2類（公法コース）卒業後、大蔵省に入省。国際金融局国際機構課配属。同期に武藤敏郎、中島義雄、長野庬士、中山成彬、森昭治（金融庁長官）、小山嘉昭（駐ルーマニア大使、日銀監事）、森末暢博（弁護士、東海東京証券監事）など。
国際金融局では同局次長で榊原英資に局長の席を譲ることとなった。関税局長から国土庁へ官房長として出向、国土事務次官職を最後に退官した。
その後、アメリカの投資会社であるローン・スターの日本法人、ローン・スター・ジャパン・アクイジッションズ・LLCの会長に就任するも、出身地を地盤とする西日本シティ銀行に招聘され、頭取に就任した。トップ在任時には、店舗の統廃合や公的資金完済など経営体質の強化に務め、2014年代表取締役会長に退いた。

## 人物
国際金融局国際機構課長時代に行天豊雄局長から「君の部下になる課長補佐は非常に仕事ができる。彼を怒らせないように上手に使ってほしい」と言われ、前課長の加藤隆俊からも「彼はこの1年間自分の言うことを聞かないことがあった。言い出したら聞かない。仕事は良くできるのだけど......。君も大変だぞ」と言われていた。幸い、国際機構課の仕事については自信があったため、その部下がどうしても指示に従わない場合には、当人の仕事をすべて自身で処理しようと考えていた。久保田は3か月後にその課長補佐と次の点を合意。①物事の理論や事実関係についての議論は両者まったくの対等であるが、こと価値判断に関する部分については、上司たる課長の指示に従う、②文書については、局長室までのものについては、方向や結論に異論がなければその書きぶりについては課長補佐にまかせ、次官室、大臣室、更に外部文書は､「て、に、を、は」から「。」や「、」の打ち方まで課長の指示に従う。以上の合意で意欲的に仕事に取り組んだが、これは久保田が入省した時点で既に考えていたことであった。
主税局の課長補佐から異動する際に総務課長の福田幸弘から主計局の主査（課長補佐）の打診を受けた。予算を査定する主査のポストは省内で人気が高く、同期で選ばれた10数名しかなれないが、久保田は「4年間の主税局で体力が限界に近づき、元来強健ではないところを精神力で頑張り続けてきたがこれ以上は難しい。このままの生活を続けていればいつか倒れる」とし、福田幸弘の恩に感謝しつつ、主計局入りを断った。
頭取就任直後の同行のトップページでは、「汗をかく、エキスパート」と紹介されていた。

## 主義・主張
2016年11月に日本経済新聞で以下の主張を繰り広げている。
日銀の異次元金融緩和は相応の成果をあげたが、それが長期にわたっていることからコストが目立つようになっている。短期の資金を集めて長期で運用する銀行の収益にマイナスに働く。金融資産の利回りを異常に低くする政策は、長く続けば、金融資産に一定の運用収益があることを前提に組み立てられている年金制度を成り立たなくする恐れもある。同じく超低金利政策を採るドイツ、フランス、オランダで最も強く反対しているのが年金・基金であることに留意すべきである。日銀は異次元の金融政策を今後も長期にわたり続けることを明確にしたが、わが国経済の課題の解決をこれ以上、金融部門に求めるのはいかがかと思う。日本の現状を見るにつけ、経済政策全般を総ざらえする必要があるのではないかと考える。日本の公的債務比率は国内総生産（GDP）比250%と先進国の中で格段に高い。国債の格付けは先進諸国の中では最も低い。このためもあって日本の企業や銀行の外貨の調達コストはすでに相対的に高くなっている。中国・杭州で2016年9月に開いたG20サミットでは各国に積極的な政策を採ることが推奨されたと報道されたが、宣言文には「公的債務のGDP比が持続可能であることを確保しつつ」という留保条件が強調されている。これまでよく使われていた「財政の健全化に注意しつつ」という表現からGDP比を重視する方向へ踏み込んだ表現になっている。労働力人口が減る日本が年率で引き続き実質2%の成長率を実現するということであれば、潜在成長率を引き上げる構造改革が必須である。金融緩和や積極財政といった需要拡大策を講じても、潜在成長率以上の成長は維持できない。政府が今かかげる構造改革は具体的政策というよりは政策目標に類似するものが多い。各種の改革策も企業をよくするためのミクロの政策をマクロに引き写したものが多い。本当の構造改革は成長率の高いセクターのシェアを高め、低いセクターを縮小すること。社会不安が起きていないということは、逆説的だが真の改革に踏み込めていないという見方もできる。

## 略歴
- 1942年（昭和17年）12月 東京都豊島区池袋で出生
- 1949年（昭和24年）4月 福岡県糟屋郡和白村立和白小学校入学
- 1955年（昭和30年）3月 同卒業（和白町立）
- 1955年（昭和30年）4月 福岡学芸大学附属福岡中学校入学
- 1958年（昭和33年）3月 同卒業
- 1958年（昭和33年）4月 福岡県立修猷館高等学校入学
- 1961年（昭和36年）3月 同卒業
- 1962年（昭和37年）4月 東京大学入学（文科一類）
- 1966年（昭和41年）3月 東京大学法学部卒業（公法コース）
- 1966年（昭和41年）4月 大蔵省入省（国際金融局国際機構課へ配属）
- 1967年（昭和42年）6月 英国オックスフォード大学留学
- 1969年（昭和44年）6月 同大学経済学修士
- 1971年（昭和46年）7月 若松税務署長
- 1972年（昭和47年）7月 主税局課長補佐（四年間：国際租税課→税制二課→税制一課）
- 1976年（昭和51年）7月 大臣官房文書課課長補佐
- 1977年（昭和52年）7月 理財局資金第二課課長補佐
- 1979年（昭和54年）7月 国際金融局短期資金課課長補佐
- 1981年（昭和56年）7月 国際金融局総務課企画官
- 1983年（昭和58年）6月 財務官室長
- 1984年（昭和59年）6月 国税庁企画課長
- 1985年（昭和60年）6月 国際金融局国際機構課長
- 1986年（昭和61年）6月 大蔵省大臣官房参事官（副財務官）
- 1988年（昭和63年）6月 国際金融局為替資金課長
- 1989年（平成元年）6月 大臣官房調査企画課長
- 1990年（平成2年）6月 海外経済協力基金総務部長
- 1992年（平成4年）7月 大臣官房審議官（国際金融局担当）
- 1994年（平成6年）7月 国際金融局次長
- 1995年（平成7年）6月 関税局長
- 1997年（平成9年）7月 国土庁官房長
- 1999年（平成11年）7月 国土事務次官
- 2000年（平成12年）6月 同退任
- 2000年（平成12年）9月 都市基盤整備公団副総裁
- 2002年（平成14年）7月 ローン・スター・ジャパン・アクイジッションズ会長
- 2003年（平成15年）4月 帝京大学経済学部教授に併任（2006年7月まで）
- 2006年（平成18年）6月 西日本シティ銀行頭取（2014年6月まで）
- 2014年（平成26年）6月 同会長（2021年6月まで）
- 2016年（平成28年）10月 西日本フィナンシャルホールディングス会長（2024年6月まで）
- 2024年（令和6年）6月 西日本シティ銀行特別顧問

## 著書
- ｢現代の国際金融｣（財経詳報社）（1983）
- ｢世界を動かす日本－国際金融の新展開｣（財経詳報社）（1988）
- ｢国際交渉のＡＢＣ｣（大蔵財務協会）（1997）
- ｢展望　日本の不動産証券化｣（大成出版社）（2000）（編著）
- ｢役人道入門｣（中央公論新社）（2002）
- ｢新しい国際金融｣（有斐閣）（2006）
- ｢証言・宮澤第一次通貨外交｣（西日本新聞社）（2008）
- ｢日米金融交渉の真実－激烈な経済戦争はかく戦われた－」（日経BP社）（2013）
- ｢新装版 役人道入門」（中央公論新社）（2018）
- ｢『令和への提言』政と官―その権限と役割」（産経新聞出版）（2019）
- ｢『令和への提言Ⅱ』 戦後レジームからの脱却を」（産経新聞出版）（2024）